# Arnold van Geuns
Arnold van Geuns (8 augustus 1949) is een Nederlandse modeontwerper.
Van Geuns studeerde in 1971 af aan ArtEZ Academie voor beeldende kunsten in Arnhem. Hij richtte in 1972 samen met Clemens Rameckers het ontwerpersduo Ravage op. In 1976 vertrok het duo naar Parijs om het merk verder uit te bouwen. Van Geuns en Rameckers werkten aan couturecollecties en kledinglijnen voor bedrijven, zoals die van de Nederlandse Spoorwegen, de ANWB en PTT Post.
Samen met Lidewij Edelkoort richtten zij in 1985 het bureau TrendUnion op. Edelkoort was verantwoordelijk voor de vrouwenmodetrends; Van Geuns en Rameckers richtten zich op de trendboeken voor herenmode.
Naast kleding ontwerpen Van Geuns en Rameckers meubelen, vloerkleden, gordijnen, beddengoed, tafellinnen, serviezen en glaswerk. Ook maken Van Geuns en Rameckers schilderijen, veelal in zwart/wit met heldere compositie.
Arnold van Geuns woont sinds 2003 samen met Rameckers in Château d’Écrainville in Normandië.
Het ontwerpersduo ontving in 1992 de Grand Seigneur-prijs.